# Salvekrus

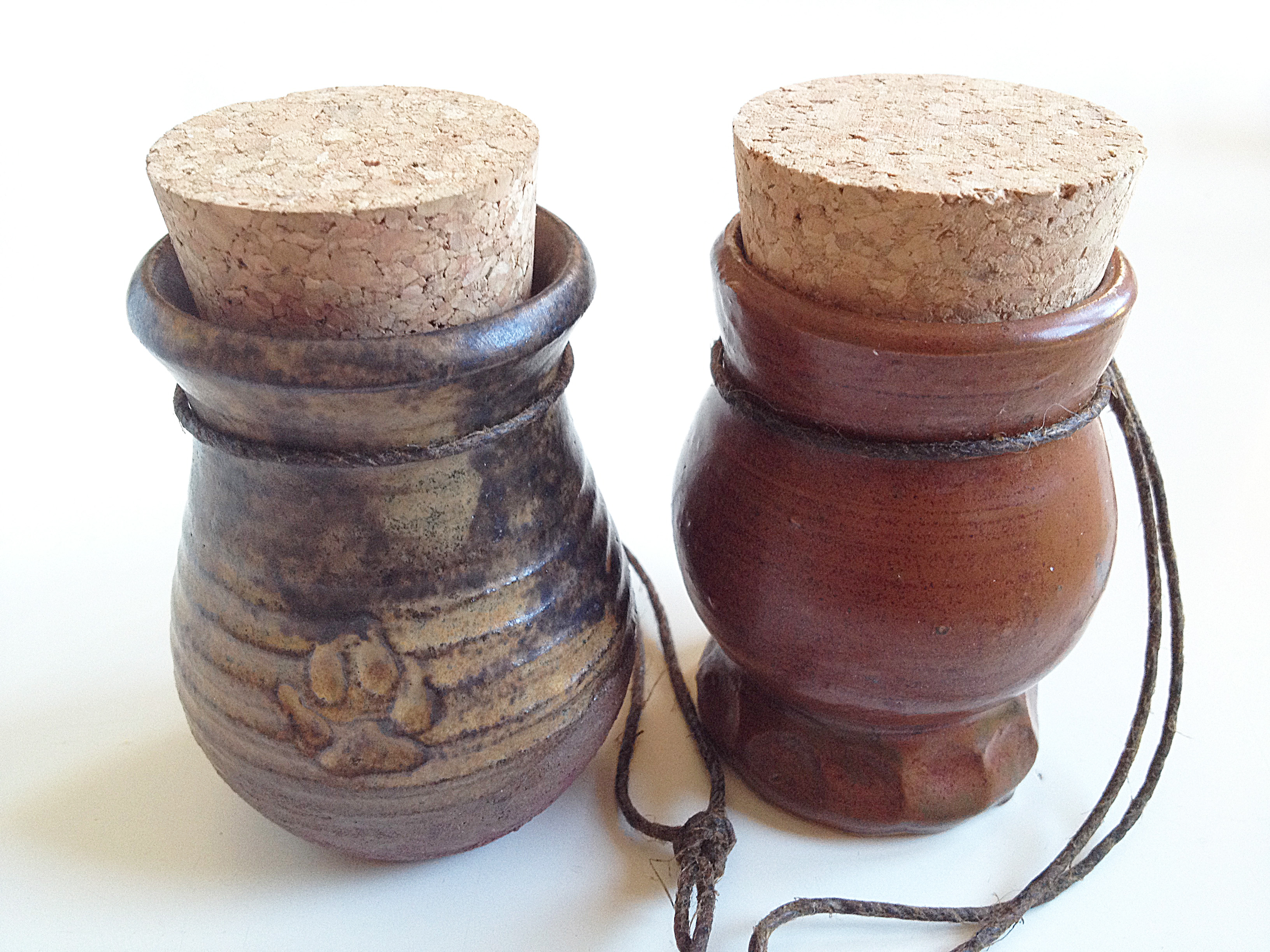
Salvekrus

Salvekrus eller apotekskärl, är ett litet keramikkärl i glaserat lergods, som under medeltiden användes som behållare för läkande salvor, oljor och kryddor. Kruset kunde vara försett med ett par hänklar.